# Usmánábád
Usmánábád (maráthsky उस्मानाबाद) je město v Maháráštře, jednom z indických svazových států. K roku 2011 měl přes 111 tisíc obyvatel.

## Poloha
Usmánábád leží na západě Dekánské plošiny v nadmořské výšce 665 metrů. Je vzdálen přibližně 280 kilometrů východně od Puné a přibližně 430 kilometrů jihovýchodně od Bombaje.

## Dějiny
Oblast Usmánábádu historicky patří do oblasti Maráthvádá. Mezi lety 1724 a 1956 byl součástí Hajdarábádu, jednoho z knížecích států. Podle posledního hajdarábáského nizáma, Usmana Alí Chána, je Usmánábád pojmenován.